# 히타치 조선
히타치 조선 주식회사(일본어: 日立造船株式会社, Hitachi Zosen Corporation)는 환경 설비, 공장 설비, 산업 기계, 발전 설비 등을 생산하는 기계, 플랜트 메이커이다. 현재 주력 사업은 환경, 플랜트 사업이며, 조선 사업은 이미 갖고 있지 않다. 쓰레기 소각 발전 시설에서 세계 시장 점유율 1위를 자랑한다.

## 개요
상호에 ‘조선’이라는 말이 붙어있지만, 2002년에 일본 강관(현 JFE 엔지니어링 )과의 합작으로 양사의 선박, 해양 부문을 분리하여 통합한 지분법 적용 회사인 유니버설 조선(현 재팬 마린 유나이티드, 현재 지분법 적용 회사가 아님)을 설립하면서 본사의 주요 사업이었던 조선 사업을 매각했다. 그러나 선박용 디젤 엔진 등의 생산은 계속하고 있다. 2006년, 자회사 나이카이 조선(内海造船)의 주식을 매각함으로써 2007년도 결산에서 연결 재무재표 결산에서도 조선 사업이 빠져 있는 상태였지만, 2009년에 다시 연결 대상이 되었다.
과거 히타치 산하에 있었기 때문에 ‘히타치’라는 이름을 유지한 상호이지만, 이후 재벌 해체로 현재는 히타치 그룹에서 이탈한 상태이다. 히타치 제작소와 완전히 절연된 것은 아니고, 히타치 제작소는 2009년 3월 31일 시점에서 히타치 조선의 제9대 대주주이며, 양사 모두 구 닛산 콘체른(닛산, 히타치 그룹, 슈코 그룹)의 주요 20개사로 조직한 슈코위원회와 구 산와 은행(현 미쓰비시 도쿄 UFJ 은행) 대출 계열로 조직된 사미즈 회와 미도리 회(삼화 그룹)의 회원 기업이다.
조선 불황의 타개책으로 내세운 사업다각화로 한때 조선 회사의 이미지와는 동떨어진 두충의 제조와 여행 예약 웹사이트 ‘라쿠텐 트래블’을 운영했던 때도 있었지만, 두충은 고바야시 제약에 라쿠텐 트래블은 라쿠텐에 사업을 매각했다. 또한 자회사에 도쿄 증권 이부에 상장된 日立造船富岡機械이 있었지만, 향후의 사업 전개를 기대할 수 없다며 2004년에 보통 청산(파산하지 않는 회사의 자산을 매각하고 잔여금을 주주에게 분배하고 해산시키는 것)을 했다. 상장 회사의 정상적인 청산은 매우 드문 경우이다.
주식은 도쿄 증권 거래소에 상장되어 있으며(증권 코드: 7004), 닛케이 평균 주가 채용 종목의 하나이다.

## 연혁

### 메이지 ~ 다이쇼
- 1881년 4월 1일 - 영국인 사업가 에드워드 해즐릿 헌터에 의해 오사카 철공소(Osaka Iron Works)로 창업
- 1900년 4월 - 사쿠라지마 공장이 조업 개시
- 1907년 - 일본 최초의 서양식 포경선 제2포경선(第二捕鯨丸)을 건조.
- 1908년 - 일본 최초의 유조선 도라마루(虎丸)를 건조. (스탠다드 석유용)
- 1911년 9월 - 인노시마 도크 주식회사를 인수하고 인노시마 공장으로 한다.
- 1914년 3월 - (주) 오사카 철공소로 개편. 대표자는 에드워드 해즐릿 헌터의 아들인 헌터 료타로
- 1920년 12월 - (주) 타하라 조선소로부터 칫코(築港) 공장을 인수.
- 1924년 6월 - 히코시마 도크 주식회사를 인수하고 히코시마 공장으로 한다.